# Бистро

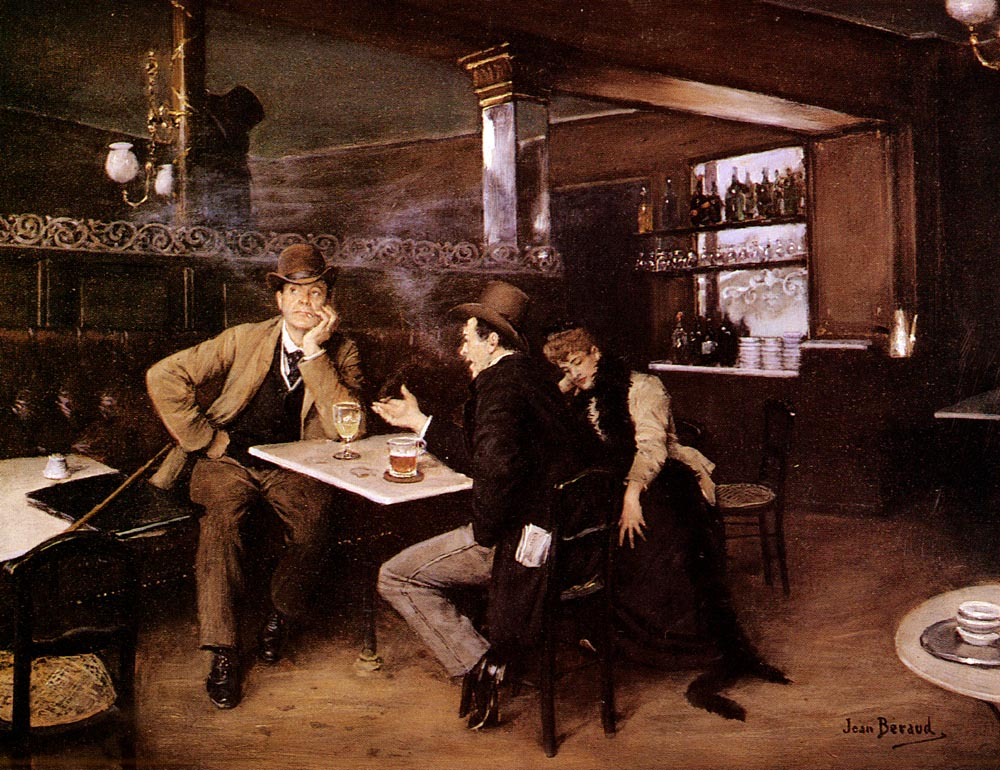
В бистро. С картины художника Жана Беро (1849—1935)

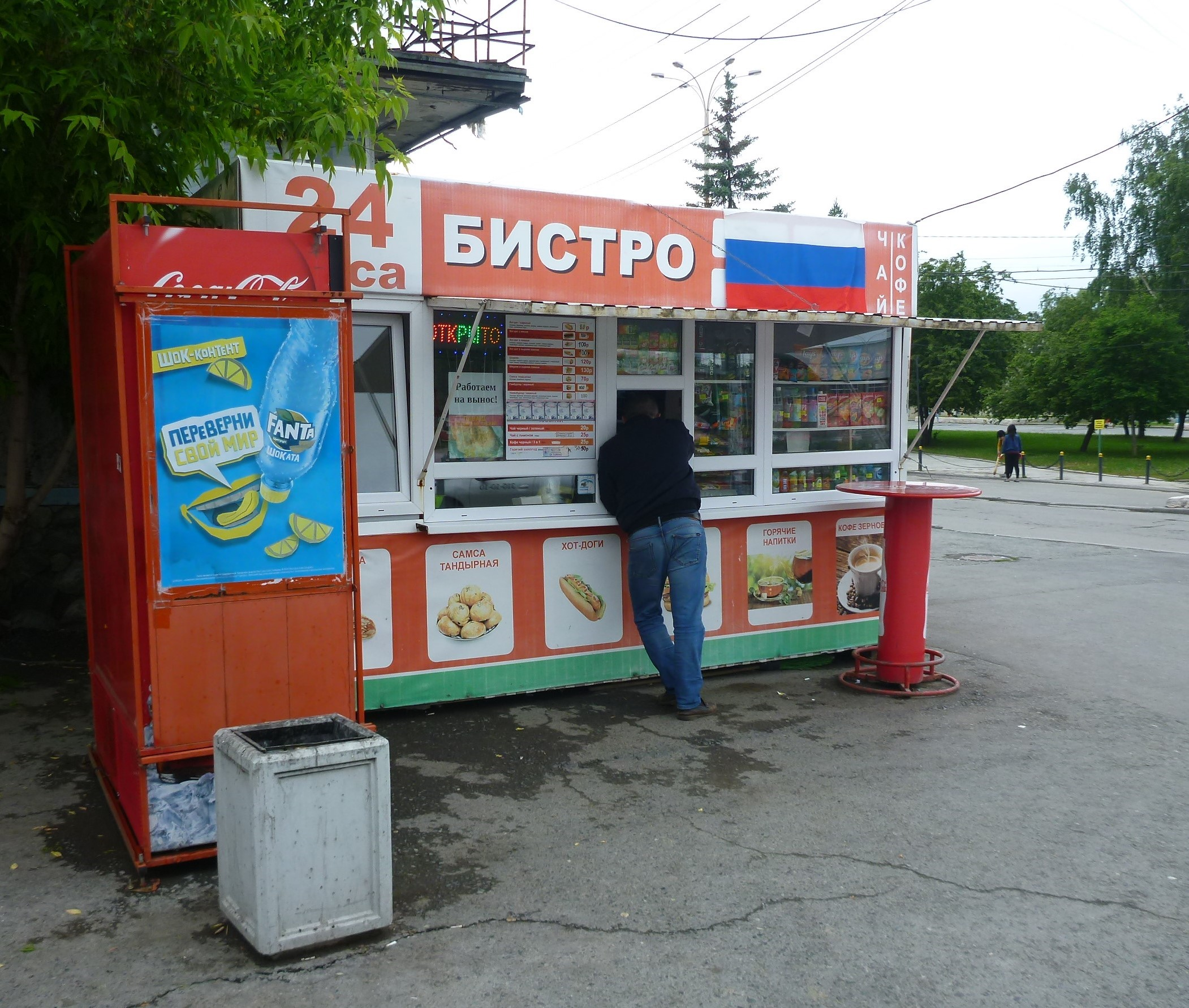
Российское бистро в Екатеринбурге, 2020 год

Бистро́ (фр. bistro, реже bistrot) — небольшое предприятие общественного питания, закусочная. Во французских бистро подаются алкогольные напитки и простые блюда.
Ранее слово bistro могло означать также хозяина такого заведения. В России данным словом обычно обозначается бар, небольшое кафе или небольшой ресторан.

## Происхождение названия

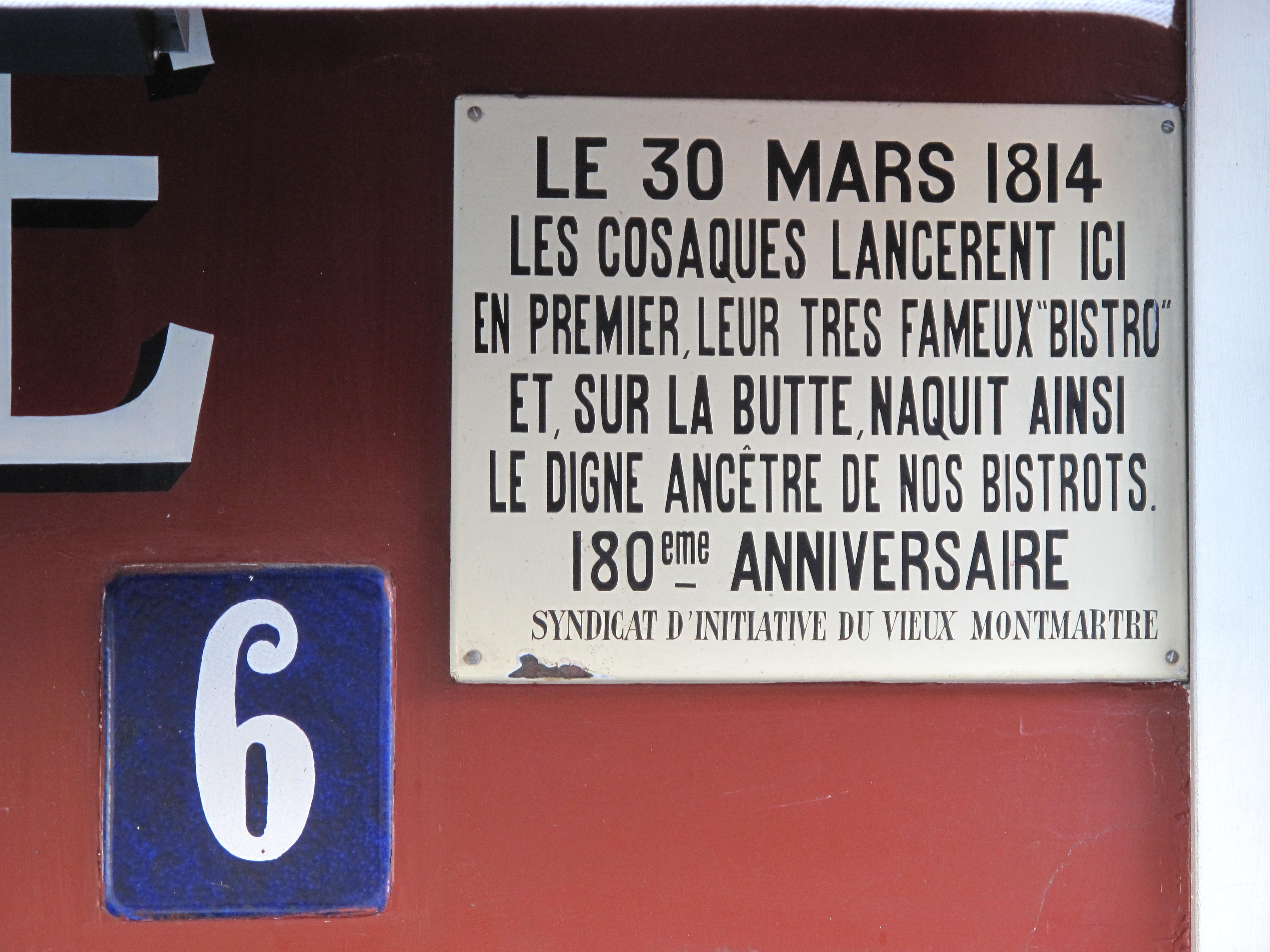
Мемориальная доска на брассери La Mère Catherine, Париж.

Популярная этимологическая версия связывает французское слово bistro с русским быстро. Согласно этой версии, во время взятия Парижа 1814 года русские казаки требовали от французских официантов, чтобы те их обслуживали побыстрее. Так, по этой версии, и возникло название для заведения, где блюда готовятся и подаются вскоре после заказа. Именно эта версия увековечена на мемориальной доске брассери La Mère Catherine (на иллюстрации).
Данная версия не может рассматриваться в качестве достоверной, так как первые упоминания использования слова «bistro» во французском языке относятся лишь к 1880-м годам, когда никакого заметного русского присутствия в Париже не было. С другой стороны, есть похожие диалектные и просторечные слова, означающие алкогольные напитки, торговцев винами или владельцев кабачка, например, bist(r)ouille, bistringue или bistroquet. Французский этимологический словарь Robert связывает распространение этой группы слов с диалектным (север Франции) bistouille (пойло, плохой алкоголь), отмеченным с 1845 года, а русскую версию происхождения слова данный французский словарь квалифицирует как «чистую фантазию».